# 베니오프대

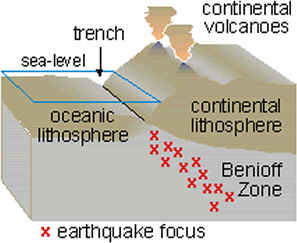
베니오프대를 나타낸 도표.

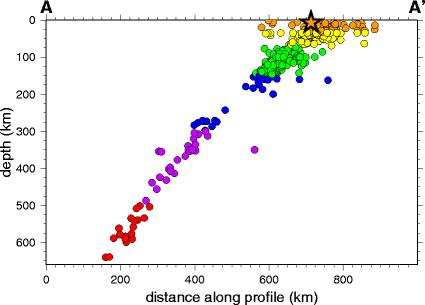
쿠릴 열도의 지진대를 나타낸 단면도.

베니오프대(Benioff zone), 와다티 베니오프대(Wadati–Benioff zone), 와다치 베니오프대(和達-ベニオフ帯), 베니오프 지진대(Benioff seismic zone)는 섭입이 일어나는 지역에서 슬래브에 위치한 지진대로, 지각의 이동 속도 차이로 인해 베니오프대를 따라 지진이 발생한다. 진원의 깊이는 670 km에 달한다. 이름은 지진대를 각각 발견한 캘리포니아 공과대학의 지질학자인 휴고 베니오프와, 일본 기상청 소속 지질학자인 와다치 기요의 이름을 따 붙여졌다.
베니오프대는 활동 섭입대 위에 있는 대륙사면과 화산호 밑에 생기며, 섭입대에서 판이 밑 맨틀로 당겨지며 충상단층을 따라 지진이 발생한다. 베니오프대를 따라 발생하는 심발지진을 이용하면 해양 지각과 맨틀의 3차원 단면을 그릴 수 있다.

## 발견
지하에서 심발지진의 진원을 연결하면 일정한 선 위에 분포한다는 것을 처음 발견했던 사람은 1927년 일본 기상청 소속의 와다치 기요였으나, 일본 바깥에서는 잘 알려지지 않았다. 1949년 휴고 베니오프가 와다치와 별개로 특정 단층에서 발생하는 지진의 탄성 반발 변형률이 증가하는지를 측정하는 방법을 제안하였는데, 베니오프는 지진의 에너지의 제곱근이 탄성 반발 변형률 및 반동 변위와 비례 관계임을 알아내어, 여러 지진이 한 단층에서 발생하는 것인지를 알아내었다. 베니오프는 남아메리카 섭입대와 케르마데크-통가 섭입대에서의 연구를 통해, 진원이 해구에서 약 45° 각도로 내려간다는 것을 보였다. 이렇게 발견된 지진대는 베니오프대라고 부르나, 최근에는 베니오프의 연구가 이루어지기 약 20년 전 같은 연구 결과를 냈었던 와다치 기요를 포함해 와다티 베니오프대라고 부르기도 한다. 베니오프대의 생성 원리는 처음 발견되었을 때는 불명이었으나, 이후 판 구조론으로 설명할 수 있다는 사실이 밝혀졌다.

## 구조
침강하는 판의 각도, 즉 베니오프대의 각도는 연약권의 유동력과 슬래브의 부력에 의해 결정된다. 암석권은 나이가 어릴수록 온도가 높고, 판은 나이가 적을수록 퇴적물이 덜 쌓여 가벼워지므로, 베니오프대의 각도가 완만하며, 반대로 암석권과 판의 나이가 클수록 베니오프대가 가파르게 형성된다. 베니오프대의 경사가 완만할수록 표면에서 보기에는 지진이 일어나는 범위가 넓게 흩어진 것처럼 보이게 된다. 베니오프대의 길이는 표면 근처에서 깊이 670 km 지점까지 이어진다. 위쪽 끝은 섭입대 최상부의 부가체 바로 밑이며, 아래쪽 끝은 취성-연성 전이대이다. 지진 대부분은 슬래브의 온도가 맨틀의 온도까지 올라가기 전인, 1000 °C 등온선 주변에서 일어난다. 암석권 밑으로 내려가면, 연약권은 단층을 발생시킬 정도의 에너지를 저장하지 못할 정도로 물렁하기 때문에, 지진이 판의 이동이 아닌 슬래브 자체의 변형으로 인해 발생한다. 깊이 300 km 지점까지는 탈수 현상과 에클로자이트의 형성으로 인해, 300 km 밑, 등온선 700 °C 지점부터는 감람석의 첨정석으로의 변형이 지진의 원인이라고 추정되고 있다.

## 이중 베니오프대
간혹 베니오프대가 중간 깊이(50~200 km)에서 수십 킬로미터 정도로 분리되어 두 선으로 나타나는 경우가 있는데, 이 현상은 전 세계적으로 흔하다. 대표적인 경우는 일본의 혼슈 밑으로, 진원을 이은 선이 30~40km 간격을 두고 두 선으로 보인다.
위쪽에 생기는 베니오프대는 침강하는 슬래브의 표면으로, 해양 지각에서의 탈수 및 에클로자이트 형성과 관련이 있다. 아래쪽에 생기는 베니오프대는 하강하는 암석권에 위치하여 있으며, 이중 베니오프대 자체는 전 세계적으로 흔하기 때문에, 섭입대에서 흔하게 일어나는 현상과 관련이 있을 것으로 보이지만, 아래쪽 베니오프대의 생성 원리는 아직 확실히 알려지지 않았다. 일각에서는 수분을 흡수한 감람질 상부 맨틀에서 안티고라이트와 녹니석이 분해되며 생기는 취화 현상이나, 슬래브가 다시 펴지는 현상과 관련이 있을 것으로 보는데, 지진 연구 결과에서는 이중 베니오프대가 생기는 암석권은 수분이 없이 건조하다는 것이 밝혀져, 슬래브가 펴지는 현상일 가능성에 무게를 실어 주고 있다.

## 같이 보기
- 심발지진